# Hunahpú
En la mitología maya, Hunahpú (del idioma quiché: Junajpubꞌ ‘un cerbatanero’‘jun, uno; aj- el que usa o hace; pubꞌ cerbatana’) es el hermano gemelo de Ixbalanqué, hijo del dios Hun-Hunahpú y la joven Ixquic. Es uno de los dioses gemelos descritos principalmente en las estelas de Izapa, México y en el Popol Vuh que recopila la tradición oral del pueblo quiché de Guatemala. En sus apariciones, Hunahpú es representado como un cazador que usa de arma la cerbatana, según el relato legendario junto a su hermano Ixbalanqué derrotó a los falsos dioses de la tierra como Vucub Caquix y posteriormente atraviesan varias pruebas en el Xibalbá y se enfrentan a los señores de Xibalbá en un juego de pelota donde resultan victoriosos, luego de sus proezas se transformó en el sol mientras que Ixbalanqué se transforma en la luna iniciando una nueva era en la tierra donde fue creada la humanidad. El mito legendario de los Héroes Gemelos era conocido desde el periodo preclásico de Mesoamérica justo como dan evidencia las estelas 2 y 25 de Izapa en México datadas entre el 300 al 250 antes de Cristo que contienen una de las primeras apariciones de Hunahpú iniciando su difusión a lo largo de la región maya en la época prehispánica y siendo el antecedente de la narrativa escrita en el Popol Vuh siglos después durante la época colonial. En San Bartolo, Guatemala, se encuentra el mural narrativo más antiguo del mundo maya y los héroes gemelos aparecen como parte de una narrativa mitológica que celebra el ciclo de la creación, los sacrificios, y el renacimiento del mundo. En El Mirador, Guatemala, se encuentra la llamada 'Friso de Los Héroes Gemelos' que se cree que formó parte de la decoración de las plazas hundidas dentro de la Acrópolis Central. Los gemelos aparecen representados en escenas mitológicas que glorifican la realeza y la legitimidad del poder divino, vinculando a los gobernantes con las hazañas de estos héroes mitológicos.
En el calendario Tzolkin es el dios representante del día 20 conocido por los quichés como Ajpu en referencia a Hunahpú.

## Biografía
Cuando los señores de Xibalbá asesinaron a Hun-Hunahpú y a Vucub-Hunapú, enterraron la cabeza del primero, de la cual brotó un árbol de calabaza blanco y florecen cabezas. Tiempo después, curiosa por las historias que escucha acerca de dos valientes jugadores de pelota que fueron asesinados en Xibalbá, Ixquic, una joven virgen, va a visitar el árbol Hun-Hunahpú, donde queda embarazada mediante el escupitazo de la cabeza de dicho árbol.
Hunbatz y Hunchouén, eran los hermanos mayores de Hunahpú por parte del padre. Al llegar Ixquic con Ixbalanqué y Hunahpú, Hunbatz y Hunochouén movidos por la envidia desean la muerte de sus dos hermanos menores y los maltratan en cada oportunidad que se les presenta; como castigo, Hunahpú e Ixbalanqué los convierten en monos.
Se aventuró junto con su hermano Ixbalanqué a confrontar a los Señores de Xibalbá tan solo equipados con sus cerbatanas. Hunahpú fue asesinado por un Camazotz en la Casa de los Murciélagos y posteriormente fue revivido por su hermano. Después los señores de Xibalba les mataron en el juego de pelota como lo habían hecho anteriormente con sus padres, sin embargo estos jóvenes lograron revivir y finalmente los derrotaron.

## Representaciones de los héroes gemelos
En el arte prehispánico relacionado con la mitología maya existen algunas representaciones de los héroes gemelos. Hunahpú al igual que Ixbalanqué son representados con manchas de jaguar en el cuerpo como un rasgo divino, en el caso de Hunahpú su representación más recurrente en las obras mayas suele ser el mito del enfrentamiento con Vucub Caquix siendo la más antigua de todas sus representaciones la que encuentra en las estelas de la antigua ciudad de Izapa en México datadas entre el 300 al 250 a. C., también destaca el Plato Blom encontrado en Quintana Roo por su gran calidad iconográfica el cual contiene una pintura con una representación visual de Hunahpú e Ixbalanqué en su enfrentamiento con Vucub Caquix. Algunas de sus representaciones más significativas son las siguientes: